# Tour de Romandía 2023
La 76.ª edición de la Tour de Romandía fue una carrera de ciclismo en ruta por etapas que se celebró entre el 25 y el 30 de abril de 2023 en Suiza con inicio en la población de Port-Valais y final en la ciudad de Ginebra. El recorrido constó de 5 etapas y un prólogo sobre una distancia total de 691,57 kilómetros.
La carrera formó parte del circuito UCI WorldTour 2023, calendario ciclístico de máximo nivel mundial, siendo la vigésima carrera de dicho circuito. El vencedor fue el británico Adam Yates del UAE Emirates y estuvo acompañado en el podio por el estadounidense Matteo Jorgenson del Movistar y el italiano Damiano Caruso del Bahrain Victorious, segundo y tercer clasificado respectivamente.

## Equipos participantes
Tomaron parte en la carrera 22 equipos: 18 de categoría UCI WorldTeam, 3 UCI ProTeam invitado por la organización y la selección nacional de Suiza. Formaron así un pelotón de 154 ciclistas de los que acabaron 119. Los equipos participantes fueron:
| WorldTeams (18)- AG2R Citroën Team - Alpecin-Deceuninck - Astana Qazaqstan Team - Bahrain Victorious - Bora-Hansgrohe - Cofidis - EF Education-EasyPost - Groupama-FDJ - Ineos Grenadiers - Intermarché-Circus-Wanty - Jumbo-Visma - Movistar Team - Soudal Quick-Step - Arkéa-Samsic - Team DSM - Team Jayco AlUla - Trek-Segafredo - UAE Team Emirates ProTeams (3)- Israel-Premier Tech - Lotto Dstny - Tudor Pro Cycling Team Equipo nacional- Suiza |
| |

## Recorrido
El Tour de Romandía dispuso de seis etapas divididas en un prólogo en la jornada inaugural, tres etapas de media montaña, una etapa de montaña, y una contrarreloj individual el cuarto día, para un recorrido total de 691,57 kilómetros y 11 958 metros de desnivel positivo.
| Etapa     | Fecha     | Recorrido                               | type                    | Distancia (km) | Desnivel (m) | Ganador          | Líder        |
| --------- | --------- | --------------------------------------- | ----------------------- | -------------- | ------------ | ---------------- | ------------ |
| Prólogo   | 25 de abr | Port-Valais – Port-Valais               | prólogo                 | 6,82           | 10 m         | Josef Černý      | Josef Černý  |
| 1.ª etapa | 26 de abr | Crissier – Valle de Joux                | etapa escarpada         | 170,9          | 2323 m       | Ethan Vernon     | Ethan Vernon |
| 2.ª etapa | 27 de abr | Morteau – La Chaux-de-Fonds             | etapa escarpada         | 162,7          | 2653 m       | Ethan Hayter     | Ethan Hayter |
| 3.ª etapa | 28 de abr | Châtel-Saint-Denis – Châtel-Saint-Denis | contrarreloj individual | 18,75          | 377 m        | Juan Ayuso       | Juan Ayuso   |
| 4.ª etapa | 29 de abr | Sion – Thyon                            | etapa de montaña        | 161,6          | 4308 m       | Adam Yates       | Adam Yates   |
| 5.ª etapa | 30 de abr | Vufflens-la-Ville – Ginebra             | etapa escarpada         | 170,8          | 2287 m       | Fernando Gaviria | Adam Yates   |

## Desarrollo de la carrera

### Prólogo
| Port-Valais - Port-Valais | prólogo | (6,82 km) |

| \| Clasificación de la etapa \| Clasificación de la etapa \| Clasificación de la etapa \| Clasificación de la etapa \| Clasificación de la etapa \| \| Ciclista \| Ciclista \| Equipo \| Tiempo \| \| \| ------------------------- \| ------------------------- \| ------------------------- \| ------------------------- \| ------------------------- \| \| 1.º \| Josef Černý \| Soudal Quick-Step \| 7 min 25 s \| \| \| 2.º \| Tobias Foss \| Jumbo-Visma \| + 1 s \| \| \| 3.º \| Rémi Cavagna \| Soudal Quick-Step \| + 1 s \| \| \| 4.º \| Nico Denz \| Bora-Hansgrohe \| + 4 s \| \| \| 5.º \| Joel Suter \| Tudor Pro Cycling Team \| + 5 s \| \| \| 6.º \| Ethan Hayter \| Ineos Grenadiers \| + 5 s \| \| \| 7.º \| Mikkel Bjerg \| UAE Team Emirates \| + 9 s \| \| \| 8.º \| Matteo Sobrero \| Team Jayco AlUla \| + 9 s \| \| \| 9.º \| Ivo Oliveira \| UAE Team Emirates \| + 9 s \| \| \| 10.º \| Ethan Vernon \| Soudal Quick-Step \| + 10 s \| \| |                |                        |            |
| |                |                        |            |
| Fuente: ProCyclingStats |                |                        |            |
| Clasificación de la etapa |                |                        |            |
| Ciclista | Ciclista       | Equipo                 | Tiempo     |
| 1.º | Josef Černý    | Soudal Quick-Step      | 7 min 25 s |
| 2.º | Tobias Foss    | Jumbo-Visma            | + 1 s      |
| 3.º | Rémi Cavagna   | Soudal Quick-Step      | + 1 s      |
| 4.º | Nico Denz      | Bora-Hansgrohe         | + 4 s      |
| 5.º | Joel Suter     | Tudor Pro Cycling Team | + 5 s      |
| 6.º | Ethan Hayter   | Ineos Grenadiers       | + 5 s      |
| 7.º | Mikkel Bjerg   | UAE Team Emirates      | + 9 s      |
| 8.º | Matteo Sobrero | Team Jayco AlUla       | + 9 s      |
| 9.º | Ivo Oliveira   | UAE Team Emirates      | + 9 s      |
| 10.º | Ethan Vernon   | Soudal Quick-Step      | + 10 s     |

| \| Clasificación general \| Clasificación general \| Clasificación general \| Clasificación general \| Clasificación general \| \| Ciclista \| Ciclista \| Equipo \| Tiempo \| \| \| --------------------- \| --------------------- \| ---------------------- \| --------------------- \| --------------------- \| \| 1.º \| Josef Černý \| Soudal Quick-Step \| 7 min 25 s \| \| \| 2.º \| Tobias Foss \| Jumbo-Visma \| + 1 s \| \| \| 3.º \| Rémi Cavagna \| Soudal Quick-Step \| + 1 s \| \| \| 4.º \| Nico Denz \| Bora-Hansgrohe \| + 4 s \| \| \| 5.º \| Joel Suter \| Tudor Pro Cycling Team \| + 5 s \| \| \| 6.º \| Ethan Hayter \| Ineos Grenadiers \| + 5 s \| \| \| 7.º \| Mikkel Bjerg \| UAE Team Emirates \| + 9 s \| \| \| 8.º \| Matteo Sobrero \| Team Jayco AlUla \| + 9 s \| \| \| 9.º \| Ivo Oliveira \| UAE Team Emirates \| + 9 s \| \| \| 10.º \| Ethan Vernon \| Soudal Quick-Step \| + 10 s \| \| |                |                        |            |
| |                |                        |            |
| Fuente: ProCyclingStats |                |                        |            |
| Clasificación general |                |                        |            |
| Ciclista | Ciclista       | Equipo                 | Tiempo     |
| 1.º | Josef Černý    | Soudal Quick-Step      | 7 min 25 s |
| 2.º | Tobias Foss    | Jumbo-Visma            | + 1 s      |
| 3.º | Rémi Cavagna   | Soudal Quick-Step      | + 1 s      |
| 4.º | Nico Denz      | Bora-Hansgrohe         | + 4 s      |
| 5.º | Joel Suter     | Tudor Pro Cycling Team | + 5 s      |
| 6.º | Ethan Hayter   | Ineos Grenadiers       | + 5 s      |
| 7.º | Mikkel Bjerg   | UAE Team Emirates      | + 9 s      |
| 8.º | Matteo Sobrero | Team Jayco AlUla       | + 9 s      |
| 9.º | Ivo Oliveira   | UAE Team Emirates      | + 9 s      |
| 10.º | Ethan Vernon   | Soudal Quick-Step      | + 10 s     |

### 1.ª etapa
| Crissier - Valle de Joux | etapa escarpada | (170,9 km) |

| \| Clasificación de la etapa \| Clasificación de la etapa \| Clasificación de la etapa \| Clasificación de la etapa \| Clasificación de la etapa \| \| Ciclista \| Ciclista \| Equipo \| Tiempo \| \| \| ------------------------- \| ------------------------- \| ------------------------- \| ------------------------- \| ------------------------- \| \| 1.º \| Ethan Vernon \| Soudal Quick-Step \| 4 h 05 min 34 s \| \| \| 2.º \| Thibau Nys \| Trek-Segafredo \| + 0 s \| \| \| 3.º \| Milan Menten \| Lotto Dstny \| + 0 s \| \| \| 4.º \| Romain Bardet \| Team DSM \| + 0 s \| \| \| 5.º \| Jacopo Mosca \| Trek-Segafredo \| + 0 s \| \| \| 6.º \| Nick Schultz \| Israel-Premier Tech \| + 0 s \| \| \| 7.º \| Lilian Calmejane \| Intermarché-Circus-Wanty \| + 0 s \| \| \| 8.º \| Clément Venturini \| AG2R Citroën Team \| + 0 s \| \| \| 9.º \| Ivo Oliveira \| UAE Team Emirates \| + 0 s \| \| \| 10.º \| Quinten Hermans \| Alpecin-Deceuninck \| + 0 s \| \| |                   |                          |                 |
| |                   |                          |                 |
| Fuente: ProCyclingStats |                   |                          |                 |
| Clasificación de la etapa |                   |                          |                 |
| Ciclista | Ciclista          | Equipo                   | Tiempo          |
| 1.º | Ethan Vernon      | Soudal Quick-Step        | 4 h 05 min 34 s |
| 2.º | Thibau Nys        | Trek-Segafredo           | + 0 s           |
| 3.º | Milan Menten      | Lotto Dstny              | + 0 s           |
| 4.º | Romain Bardet     | Team DSM                 | + 0 s           |
| 5.º | Jacopo Mosca      | Trek-Segafredo           | + 0 s           |
| 6.º | Nick Schultz      | Israel-Premier Tech      | + 0 s           |
| 7.º | Lilian Calmejane  | Intermarché-Circus-Wanty | + 0 s           |
| 8.º | Clément Venturini | AG2R Citroën Team        | + 0 s           |
| 9.º | Ivo Oliveira      | UAE Team Emirates        | + 0 s           |
| 10.º | Quinten Hermans   | Alpecin-Deceuninck       | + 0 s           |

| \| Clasificación general \| Clasificación general \| Clasificación general \| Clasificación general \| Clasificación general \| \| Ciclista \| Ciclista \| Equipo \| Tiempo \| \| \| --------------------- \| --------------------- \| ---------------------- \| --------------------- \| --------------------- \| \| 1.º \| Ethan Vernon \| Soudal Quick-Step \| 4 h 12 min 59 s \| \| \| 2.º \| Josef Černý \| Soudal Quick-Step \| + 0 s \| \| \| 3.º \| Tobias Foss \| Jumbo-Visma \| + 1 s \| \| \| 4.º \| Rémi Cavagna \| Soudal Quick-Step \| + 1 s \| \| \| 5.º \| Nico Denz \| Bora-Hansgrohe \| + 4 s \| \| \| 6.º \| Joel Suter \| Tudor Pro Cycling Team \| + 5 s \| \| \| 7.º \| Ethan Hayter \| Ineos Grenadiers \| + 5 s \| \| \| 8.º \| Mikkel Bjerg \| UAE Team Emirates \| + 9 s \| \| \| 9.º \| Matteo Sobrero \| Team Jayco AlUla \| + 9 s \| \| \| 10.º \| Ivo Oliveira \| UAE Team Emirates \| + 9 s \| \| |                |                        |                 |
| |                |                        |                 |
| Fuente: ProCyclingStats |                |                        |                 |
| Clasificación general |                |                        |                 |
| Ciclista | Ciclista       | Equipo                 | Tiempo          |
| 1.º | Ethan Vernon   | Soudal Quick-Step      | 4 h 12 min 59 s |
| 2.º | Josef Černý    | Soudal Quick-Step      | + 0 s           |
| 3.º | Tobias Foss    | Jumbo-Visma            | + 1 s           |
| 4.º | Rémi Cavagna   | Soudal Quick-Step      | + 1 s           |
| 5.º | Nico Denz      | Bora-Hansgrohe         | + 4 s           |
| 6.º | Joel Suter     | Tudor Pro Cycling Team | + 5 s           |
| 7.º | Ethan Hayter   | Ineos Grenadiers       | + 5 s           |
| 8.º | Mikkel Bjerg   | UAE Team Emirates      | + 9 s           |
| 9.º | Matteo Sobrero | Team Jayco AlUla       | + 9 s           |
| 10.º | Ivo Oliveira   | UAE Team Emirates      | + 9 s           |

### 2.ª etapa
| Morteau - La Chaux-de-Fonds | etapa escarpada | (162,7 km) |

| \| Clasificación de la etapa \| Clasificación de la etapa \| Clasificación de la etapa \| Clasificación de la etapa \| Clasificación de la etapa \| \| Ciclista \| Ciclista \| Equipo \| Tiempo \| \| \| ------------------------- \| ------------------------- \| ------------------------- \| ------------------------- \| ------------------------- \| \| 1.º \| Ethan Hayter \| Ineos Grenadiers \| 3 h 55 min 20 s \| \| \| 2.º \| Juan Ayuso \| UAE Team Emirates \| + 0 s \| \| \| 3.º \| Romain Bardet \| Team DSM \| + 0 s \| \| \| 4.º \| Matteo Sobrero \| Team Jayco AlUla \| + 0 s \| \| \| 5.º \| Oscar Onley \| Team DSM \| + 0 s \| \| \| 6.º \| Harry Sweeny \| Lotto Dstny \| + 0 s \| \| \| 7.º \| Kobe Goossens \| Intermarché-Circus-Wanty \| + 0 s \| \| \| 8.º \| Magnus Cort \| EF Education-EasyPost \| + 0 s \| \| \| 9.º \| Finn Fisher-Black \| UAE Team Emirates \| + 0 s \| \| \| 10.º \| Nick Schultz \| Israel-Premier Tech \| + 0 s \| \| |                   |                          |                 |
| |                   |                          |                 |
| Fuente: ProCyclingStats |                   |                          |                 |
| Clasificación de la etapa |                   |                          |                 |
| Ciclista | Ciclista          | Equipo                   | Tiempo          |
| 1.º | Ethan Hayter      | Ineos Grenadiers         | 3 h 55 min 20 s |
| 2.º | Juan Ayuso        | UAE Team Emirates        | + 0 s           |
| 3.º | Romain Bardet     | Team DSM                 | + 0 s           |
| 4.º | Matteo Sobrero    | Team Jayco AlUla         | + 0 s           |
| 5.º | Oscar Onley       | Team DSM                 | + 0 s           |
| 6.º | Harry Sweeny      | Lotto Dstny              | + 0 s           |
| 7.º | Kobe Goossens     | Intermarché-Circus-Wanty | + 0 s           |
| 8.º | Magnus Cort       | EF Education-EasyPost    | + 0 s           |
| 9.º | Finn Fisher-Black | UAE Team Emirates        | + 0 s           |
| 10.º | Nick Schultz      | Israel-Premier Tech      | + 0 s           |

| \| Clasificación general \| Clasificación general \| Clasificación general \| Clasificación general \| Clasificación general \| \| Ciclista \| Ciclista \| Equipo \| Tiempo \| \| \| --------------------- \| ----------------------- \| --------------------- \| --------------------- \| --------------------- \| \| 1.º \| Ethan Hayter \| Ineos Grenadiers \| 8 h 08 min 14 s \| \| \| 2.º \| Tobias Foss \| Jumbo-Visma \| + 6 s \| \| \| 3.º \| Rémi Cavagna \| Soudal Quick-Step \| + 6 s \| \| \| 4.º \| Juan Ayuso \| UAE Team Emirates \| + 11 s \| \| \| 5.º \| Matteo Sobrero \| Team Jayco AlUla \| + 14 s \| \| \| 6.º \| Nélson Filippe Oliveira \| Movistar Team \| + 15 s \| \| \| 7.º \| Romain Bardet \| Team DSM \| + 17 s \| \| \| 8.º \| Jonathan Castroviejo \| Ineos Grenadiers \| + 17 s \| \| \| 9.º \| Finn Fisher-Black \| UAE Team Emirates \| + 17 s \| \| \| 10.º \| Rainer Kepplinger \| Bahrain Victorious \| + 18 s \| \| |                         |                    |                 |
| |                         |                    |                 |
| Fuente: ProCyclingStats |                         |                    |                 |
| Clasificación general |                         |                    |                 |
| Ciclista | Ciclista                | Equipo             | Tiempo          |
| 1.º | Ethan Hayter            | Ineos Grenadiers   | 8 h 08 min 14 s |
| 2.º | Tobias Foss             | Jumbo-Visma        | + 6 s           |
| 3.º | Rémi Cavagna            | Soudal Quick-Step  | + 6 s           |
| 4.º | Juan Ayuso              | UAE Team Emirates  | + 11 s          |
| 5.º | Matteo Sobrero          | Team Jayco AlUla   | + 14 s          |
| 6.º | Nélson Filippe Oliveira | Movistar Team      | + 15 s          |
| 7.º | Romain Bardet           | Team DSM           | + 17 s          |
| 8.º | Jonathan Castroviejo    | Ineos Grenadiers   | + 17 s          |
| 9.º | Finn Fisher-Black       | UAE Team Emirates  | + 17 s          |
| 10.º | Rainer Kepplinger       | Bahrain Victorious | + 18 s          |

### 3.ª etapa
| Châtel-Saint-Denis - Châtel-Saint-Denis | contrarreloj individual | (18,75 km) |

| \| Clasificación de la etapa \| Clasificación de la etapa \| Clasificación de la etapa \| Clasificación de la etapa \| Clasificación de la etapa \| \| Ciclista \| Ciclista \| Equipo \| Tiempo \| \| \| ------------------------- \| ------------------------- \| ------------------------- \| ------------------------- \| ------------------------- \| \| 1.º \| Juan Ayuso \| UAE Team Emirates \| 25 min 15 s \| \| \| 2.º \| Matteo Jorgenson \| Movistar Team \| + 5 s \| \| \| 3.º \| Adam Yates \| UAE Team Emirates \| + 17 s \| \| \| 4.º \| Nélson Filippe Oliveira \| Movistar Team \| + 18 s \| \| \| 5.º \| William Barta \| Movistar Team \| + 19 s \| \| \| 6.º \| Damiano Caruso \| Bahrain Victorious \| + 20 s \| \| \| 7.º \| Mikkel Bjerg \| UAE Team Emirates \| + 24 s \| \| \| 8.º \| Tobias Foss \| Jumbo-Visma \| + 24 s \| \| \| 9.º \| Gino Mäder \| Bahrain Victorious \| + 25 s \| \| \| 10.º \| Max Poole \| Team DSM \| + 27 s \| \| |                         |                    |             |
| |                         |                    |             |
| Fuente: ProCyclingStats |                         |                    |             |
| Clasificación de la etapa |                         |                    |             |
| Ciclista | Ciclista                | Equipo             | Tiempo      |
| 1.º | Juan Ayuso              | UAE Team Emirates  | 25 min 15 s |
| 2.º | Matteo Jorgenson        | Movistar Team      | + 5 s       |
| 3.º | Adam Yates              | UAE Team Emirates  | + 17 s      |
| 4.º | Nélson Filippe Oliveira | Movistar Team      | + 18 s      |
| 5.º | William Barta           | Movistar Team      | + 19 s      |
| 6.º | Damiano Caruso          | Bahrain Victorious | + 20 s      |
| 7.º | Mikkel Bjerg            | UAE Team Emirates  | + 24 s      |
| 8.º | Tobias Foss             | Jumbo-Visma        | + 24 s      |
| 9.º | Gino Mäder              | Bahrain Victorious | + 25 s      |
| 10.º | Max Poole               | Team DSM           | + 27 s      |

| \| Clasificación general \| Clasificación general \| Clasificación general \| Clasificación general \| Clasificación general \| \| Ciclista \| Ciclista \| Equipo \| Tiempo \| \| \| --------------------- \| ----------------------- \| --------------------- \| --------------------- \| --------------------- \| \| 1.º \| Juan Ayuso \| UAE Team Emirates \| 8 h 33 min 40 s \| \| \| 2.º \| Matteo Jorgenson \| Movistar Team \| + 18 s \| \| \| 3.º \| Tobias Foss \| Jumbo-Visma \| + 19 s \| \| \| 4.º \| Nélson Filippe Oliveira \| Movistar Team \| + 22 s \| \| \| 5.º \| Adam Yates \| UAE Team Emirates \| + 30 s \| \| \| 6.º \| Damiano Caruso \| Bahrain Victorious \| + 32 s \| \| \| 7.º \| Finn Fisher-Black \| UAE Team Emirates \| + 34 s \| \| \| 8.º \| Jonathan Castroviejo \| Ineos Grenadiers \| + 36 s \| \| \| 9.º \| Max Poole \| Team DSM \| + 37 s \| \| \| 10.º \| Ethan Hayter \| Ineos Grenadiers \| + 38 s \| \| |                         |                    |                 |
| |                         |                    |                 |
| Fuente: ProCyclingStats |                         |                    |                 |
| Clasificación general |                         |                    |                 |
| Ciclista | Ciclista                | Equipo             | Tiempo          |
| 1.º | Juan Ayuso              | UAE Team Emirates  | 8 h 33 min 40 s |
| 2.º | Matteo Jorgenson        | Movistar Team      | + 18 s          |
| 3.º | Tobias Foss             | Jumbo-Visma        | + 19 s          |
| 4.º | Nélson Filippe Oliveira | Movistar Team      | + 22 s          |
| 5.º | Adam Yates              | UAE Team Emirates  | + 30 s          |
| 6.º | Damiano Caruso          | Bahrain Victorious | + 32 s          |
| 7.º | Finn Fisher-Black       | UAE Team Emirates  | + 34 s          |
| 8.º | Jonathan Castroviejo    | Ineos Grenadiers   | + 36 s          |
| 9.º | Max Poole               | Team DSM           | + 37 s          |
| 10.º | Ethan Hayter            | Ineos Grenadiers   | + 38 s          |

### 4.ª etapa
| Sion - Thyon | etapa de montaña | (161,6 km) |

| \| Clasificación de la etapa \| Clasificación de la etapa \| Clasificación de la etapa \| Clasificación de la etapa \| Clasificación de la etapa \| \| Ciclista \| Ciclista \| Equipo \| Tiempo \| \| \| ------------------------- \| ------------------------- \| ------------------------- \| ------------------------- \| ------------------------- \| \| 1.º \| Adam Yates \| UAE Team Emirates \| 4 h 40 min 41 s \| \| \| 2.º \| Thibaut Pinot \| Groupama-FDJ \| + 7 s \| \| \| 3.º \| Damiano Caruso \| Bahrain Victorious \| + 19 s \| \| \| 4.º \| Max Poole \| Team DSM \| + 21 s \| \| \| 5.º \| Matteo Jorgenson \| Movistar Team \| + 21 s \| \| \| 6.º \| Cian Uijtdebroeks \| Bora-Hansgrohe \| + 23 s \| \| \| 7.º \| Romain Bardet \| Team DSM \| + 45 s \| \| \| 8.º \| Egan Bernal \| Ineos Grenadiers \| + 54 s \| \| \| 9.º \| Edward Dunbar \| Team Jayco AlUla \| + 54 s \| \| \| 10.º \| Thomas Gloag \| Jumbo-Visma \| + 54 s \| \| |                   |                    |                 |
| |                   |                    |                 |
| Fuente: ProCyclingStats |                   |                    |                 |
| Clasificación de la etapa |                   |                    |                 |
| Ciclista | Ciclista          | Equipo             | Tiempo          |
| 1.º | Adam Yates        | UAE Team Emirates  | 4 h 40 min 41 s |
| 2.º | Thibaut Pinot     | Groupama-FDJ       | + 7 s           |
| 3.º | Damiano Caruso    | Bahrain Victorious | + 19 s          |
| 4.º | Max Poole         | Team DSM           | + 21 s          |
| 5.º | Matteo Jorgenson  | Movistar Team      | + 21 s          |
| 6.º | Cian Uijtdebroeks | Bora-Hansgrohe     | + 23 s          |
| 7.º | Romain Bardet     | Team DSM           | + 45 s          |
| 8.º | Egan Bernal       | Ineos Grenadiers   | + 54 s          |
| 9.º | Edward Dunbar     | Team Jayco AlUla   | + 54 s          |
| 10.º | Thomas Gloag      | Jumbo-Visma        | + 54 s          |

| \| Clasificación general \| Clasificación general \| Clasificación general \| Clasificación general \| Clasificación general \| \| Ciclista \| Ciclista \| Equipo \| Tiempo \| \| \| --------------------- \| --------------------- \| --------------------- \| --------------------- \| --------------------- \| \| 1.º \| Adam Yates \| UAE Team Emirates \| 13 h 14 min 41 s \| \| \| 2.º \| Matteo Jorgenson \| Movistar Team \| + 19 s \| \| \| 3.º \| Damiano Caruso \| Bahrain Victorious \| + 27 s \| \| \| 4.º \| Max Poole \| Team DSM \| + 38 s \| \| \| 5.º \| Thibaut Pinot \| Groupama-FDJ \| + 41 s \| \| \| 6.º \| Cian Uijtdebroeks \| Bora-Hansgrohe \| + 1 min 21 s \| \| \| 7.º \| Romain Bardet \| Team DSM \| + 1 min 28 s \| \| \| 8.º \| Egan Bernal \| Ineos Grenadiers \| + 1 min 53 s \| \| \| 9.º \| Edward Dunbar \| Team Jayco AlUla \| + 1 min 53 s \| \| \| 10.º \| Rafał Majka \| UAE Team Emirates \| + 2 min 07 s \| \| |                   |                    |                  |
| |                   |                    |                  |
| Fuente: ProCyclingStats |                   |                    |                  |
| Clasificación general |                   |                    |                  |
| Ciclista | Ciclista          | Equipo             | Tiempo           |
| 1.º | Adam Yates        | UAE Team Emirates  | 13 h 14 min 41 s |
| 2.º | Matteo Jorgenson  | Movistar Team      | + 19 s           |
| 3.º | Damiano Caruso    | Bahrain Victorious | + 27 s           |
| 4.º | Max Poole         | Team DSM           | + 38 s           |
| 5.º | Thibaut Pinot     | Groupama-FDJ       | + 41 s           |
| 6.º | Cian Uijtdebroeks | Bora-Hansgrohe     | + 1 min 21 s     |
| 7.º | Romain Bardet     | Team DSM           | + 1 min 28 s     |
| 8.º | Egan Bernal       | Ineos Grenadiers   | + 1 min 53 s     |
| 9.º | Edward Dunbar     | Team Jayco AlUla   | + 1 min 53 s     |
| 10.º | Rafał Majka       | UAE Team Emirates  | + 2 min 07 s     |

### 5.ª etapa
| Vufflens-la-Ville - Ginebra | etapa escarpada | (170,8 km) |

| \| Clasificación de la etapa \| Clasificación de la etapa \| Clasificación de la etapa \| Clasificación de la etapa \| Clasificación de la etapa \| \| Ciclista \| Ciclista \| Equipo \| Tiempo \| \| \| ------------------------- \| ------------------------- \| ------------------------- \| ------------------------- \| ------------------------- \| \| 1.º \| Fernando Gaviria \| Movistar Team \| 3 h 58 min 01 s \| \| \| 2.º \| Nikias Arndt \| Bahrain Victorious \| + 0 s \| \| \| 3.º \| Ethan Hayter \| Ineos Grenadiers \| + 0 s \| \| \| 4.º \| Milan Menten \| Lotto Dstny \| + 0 s \| \| \| 5.º \| Gianmarco Garofoli \| Astana Qazaqstan Team \| + 0 s \| \| \| 6.º \| Luca Mozzato \| Arkéa-Samsic \| + 0 s \| \| \| 7.º \| Lewis Askey \| Groupama-FDJ \| + 0 s \| \| \| 8.º \| Magnus Cort \| EF Education-EasyPost \| + 0 s \| \| \| 9.º \| Matteo Sobrero \| Team Jayco AlUla \| + 0 s \| \| \| 10.º \| Dion Smith \| Intermarché-Circus-Wanty \| + 0 s \| \| |                    |                          |                 |
| |                    |                          |                 |
| Fuente: ProCyclingStats |                    |                          |                 |
| Clasificación de la etapa |                    |                          |                 |
| Ciclista | Ciclista           | Equipo                   | Tiempo          |
| 1.º | Fernando Gaviria   | Movistar Team            | 3 h 58 min 01 s |
| 2.º | Nikias Arndt       | Bahrain Victorious       | + 0 s           |
| 3.º | Ethan Hayter       | Ineos Grenadiers         | + 0 s           |
| 4.º | Milan Menten       | Lotto Dstny              | + 0 s           |
| 5.º | Gianmarco Garofoli | Astana Qazaqstan Team    | + 0 s           |
| 6.º | Luca Mozzato       | Arkéa-Samsic             | + 0 s           |
| 7.º | Lewis Askey        | Groupama-FDJ             | + 0 s           |
| 8.º | Magnus Cort        | EF Education-EasyPost    | + 0 s           |
| 9.º | Matteo Sobrero     | Team Jayco AlUla         | + 0 s           |
| 10.º | Dion Smith         | Intermarché-Circus-Wanty | + 0 s           |

## Clasificaciones finales
- Las clasificaciones finalizaron de la siguiente forma:[5]

### Clasificación general
| \| Clasificación general \| Clasificación general \| Clasificación general \| Clasificación general \| Clasificación general \| \| Ciclista \| Ciclista \| Equipo \| Tiempo \| \| \| --------------------- \| --------------------- \| --------------------- \| --------------------- \| --------------------- \| \| 1.º \| Adam Yates \| UAE Team Emirates \| 17 h 12 min 42 s \| \| \| 2.º \| Matteo Jorgenson \| Movistar Team \| + 19 s \| \| \| 3.º \| Damiano Caruso \| Bahrain Victorious \| + 27 s \| \| \| 4.º \| Max Poole \| Team DSM \| + 38 s \| \| \| 5.º \| Thibaut Pinot \| Groupama-FDJ \| + 41 s \| \| \| 6.º \| Cian Uijtdebroeks \| Bora-Hansgrohe \| + 1 min 21 s \| \| \| 7.º \| Romain Bardet \| Team DSM \| + 1 min 28 s \| \| \| 8.º \| Egan Bernal \| Ineos Grenadiers \| + 1 min 53 s \| \| \| 9.º \| Edward Dunbar \| Team Jayco AlUla \| + 1 min 53 s \| \| \| 10.º \| Rafał Majka \| UAE Team Emirates \| + 2 min 07 s \| \| |                   |                    |                  |
| |                   |                    |                  |
| Fuente: ProCyclingStats |                   |                    |                  |
| Clasificación general |                   |                    |                  |
| Ciclista | Ciclista          | Equipo             | Tiempo           |
| 1.º | Adam Yates        | UAE Team Emirates  | 17 h 12 min 42 s |
| 2.º | Matteo Jorgenson  | Movistar Team      | + 19 s           |
| 3.º | Damiano Caruso    | Bahrain Victorious | + 27 s           |
| 4.º | Max Poole         | Team DSM           | + 38 s           |
| 5.º | Thibaut Pinot     | Groupama-FDJ       | + 41 s           |
| 6.º | Cian Uijtdebroeks | Bora-Hansgrohe     | + 1 min 21 s     |
| 7.º | Romain Bardet     | Team DSM           | + 1 min 28 s     |
| 8.º | Egan Bernal       | Ineos Grenadiers   | + 1 min 53 s     |
| 9.º | Edward Dunbar     | Team Jayco AlUla   | + 1 min 53 s     |
| 10.º | Rafał Majka       | UAE Team Emirates  | + 2 min 07 s     |

### Clasificación de los puntos
| Clasificación por puntos | Clasificación por puntos | Clasificación por puntos | Clasificación por puntos | Clasificación por puntos |
| Ciclista                 | Ciclista                 | Equipo                   | Puntos                   |                          |
| ------------------------ | ------------------------ | ------------------------ | ------------------------ | ------------------------ |
| 1.º                      | Ethan Hayter             | Ineos Grenadiers         | 100 pts                  |                          |
| 2.º                      | Juan Ayuso               | UAE Team Emirates        | 64 pts                   |                          |
| 3.º                      | Ethan Vernon             | Soudal Quick-Step        | 57 pts                   |                          |
| 4.º                      | Adam Yates               | UAE Team Emirates        | 52 pts                   |                          |
| 5.º                      | Romain Bardet            | Team DSM                 | 51 pts                   |                          |
| 6.º                      | Fernando Gaviria         | Movistar Team            | 50 pts                   |                          |
| 7.º                      | Matteo Jorgenson         | Movistar Team            | 48 pts                   |                          |
| 8.º                      | Damiano Caruso           | Bahrain Victorious       | 40 pts                   |                          |
| 9.º                      | Nikias Arndt             | Bahrain Victorious       | 38 pts                   |                          |
| 10.º                     | Milan Menten             | Lotto Dstny              | 38 pts                   |                          |

### Clasificación de la montaña
| Clasificación de la montaña | Clasificación de la montaña | Clasificación de la montaña | Clasificación de la montaña | Clasificación de la montaña |
| Ciclista                    | Ciclista                    | Equipo                      | Puntos                      |                             |
| --------------------------- | --------------------------- | --------------------------- | --------------------------- | --------------------------- |
| 1.º                         | Julien Bernard              | Trek-Segafredo              | 64 pts                      |                             |
| 2.º                         | Thomas de Gendt             | Lotto Dstny                 | 18 pts                      |                             |
| 3.º                         | Adam Yates                  | UAE Team Emirates           | 17 pts                      |                             |
| 4.º                         | Gleb Brussenskiy            | Astana Qazaqstan Team       | 15 pts                      |                             |
| 5.º                         | Thomas Gloag                | Jumbo-Visma                 | 13 pts                      |                             |
| 6.º                         | Ben Zwiehoff                | Bora-Hansgrohe              | 13 pts                      |                             |
| 7.º                         | Dario Lillo                 | Suiza                       | 12 pts                      |                             |
| 8.º                         | Paul Lapeira                | AG2R Citroën Team           | 10 pts                      |                             |
| 9.º                         | Tom Bohli                   | Tudor Pro Cycling Team      | 10 pts                      |                             |
| 10.º                        | Robert Stannard             | Alpecin-Deceuninck          | 9 pts                       |                             |

### Clasificación de los jóvenes
| Clasificación del mejor joven | Clasificación del mejor joven | Clasificación del mejor joven | Clasificación del mejor joven | Clasificación del mejor joven |
| Ciclista                      | Ciclista                      | Equipo                        | Tiempo                        |                               |
| ----------------------------- | ----------------------------- | ----------------------------- | ----------------------------- | ----------------------------- |
| 1.º                           | Matteo Jorgenson              | Movistar Team                 | 17 h 13 min 01 s              |                               |
| 2.º                           | Max Poole                     | Team DSM                      | + 19 s                        |                               |
| 3.º                           | Cian Uijtdebroeks             | Bora-Hansgrohe                | + 1 min 02 s                  |                               |
| 4.º                           | Thomas Gloag                  | Jumbo-Visma                   | + 1 min 55 s                  |                               |
| 5.º                           | Juan Ayuso                    | UAE Team Emirates             | + 2 min 49 s                  |                               |
| 6.º                           | Filippo Zana                  | Team Jayco AlUla              | + 2 min 52 s                  |                               |
| 7.º                           | Oscar Onley                   | Team DSM                      | + 3 min 23 s                  |                               |
| 8.º                           | Lenny Martinez                | Groupama-FDJ                  | + 5 min 07 s                  |                               |
| 9.º                           | Finn Fisher-Black             | UAE Team Emirates             | + 6 min 00 s                  |                               |
| 10.º                          | Asbjørn Hellemose             | Trek-Segafredo                | + 12 min 01 s                 |                               |

### Clasificación por equipos
| Clasificación por equipos | Clasificación por equipos | Clasificación por equipos | Clasificación por equipos |
| Equipo                    | Equipo                    | Tiempo                    |                           |
| ------------------------- | ------------------------- | ------------------------- | ------------------------- |
| 1.º                       | UAE Team Emirates         | 51 h 42 min 21 s          |                           |
| 2.º                       | Team DSM                  | + 1 min 01 s              |                           |
| 3.º                       | Bahrain Victorious        | + 1 min 22 s              |                           |
| 4.º                       | Movistar Team             | + 3 min 38 s              |                           |
| 5.º                       | Ineos Grenadiers          | + 3 min 55 s              |                           |
| 6.º                       | Team Jayco AlUla          | + 7 min 37 s              |                           |
| 7.º                       | EF Education-EasyPost     | + 8 min 00 s              |                           |
| 8.º                       | Jumbo-Visma               | + 12 min 47 s             |                           |
| 9.º                       | AG2R Citroën Team         | + 13 min 29 s             |                           |
| 10.º                      | Tudor Pro Cycling Team    | + 16 min 52 s             |                           |

## Evolución de las clasificaciones
| Etapa                   |                         | Ganador _        | Clasificación general | Puntos       | Montaña        | Jóvenes          | Combatividad     | Equipo            |
| ----------------------- | ----------------------- | ---------------- | --------------------- | ------------ | -------------- | ---------------- | ---------------- | ----------------- |
| Prólogo                 | prólogo                 | Josef Černý      | Josef Černý           | Josef Černý  | no otorgado    | Ethan Vernon     | no otorgado      | Soudal Quick-Step |
| 1.ª etapa               | etapa escarpada         | Ethan Vernon     | Ethan Vernon          | Ethan Vernon | Julien Bernard | Ethan Vernon     | Julien Bernard   | Soudal Quick-Step |
| 2.ª etapa               | etapa escarpada         | Ethan Hayter     | Ethan Hayter          | Ethan Hayter | Julien Bernard | Juan Ayuso       | Gleb Brussenskiy | UAE Team Emirates |
| 3.ª etapa               | contrarreloj individual | Juan Ayuso       | Juan Ayuso            | Ethan Hayter | Julien Bernard | Juan Ayuso       | no otorgado      | UAE Team Emirates |
| 4.ª etapa               | etapa de montaña        | Adam Yates       | Adam Yates            | Ethan Hayter | Julien Bernard | Matteo Jorgenson | Thomas de Gendt  | UAE Team Emirates |
| 5.ª etapa               | etapa escarpada         | Fernando Gaviria | Adam Yates            | Ethan Hayter | Julien Bernard | Matteo Jorgenson | Alexander Kamp   | UAE Team Emirates |
| Clasificaciones finales | Clasificaciones finales |                  | Adam Yates            | Ethan Hayter | Julien Bernard | Matteo Jorgenson | no otorgado      | UAE Team Emirates |

## Ciclistas participantes y posiciones finales
Convenciones:
- AB-N: Abandono en la etapa "N"
- FLT-N: Retiro por arribo fuera del límite de tiempo en la etapa "N"
- NTS-N: No tomó la salida para la etapa "N"
- DES-N: Descalificado o expulsado en la etapa "N"

## UCI World Ranking
El Tour de Romandía otorgó puntos para el UCI World Ranking para corredores de los equipos en las categorías UCI WorldTeam, UCI ProTeam y Continental. Las siguientes tablas son el baremo de puntuación y los diez corredores que obtuvieron más puntos:
| Posición              | 1.º | 2.º | 3.º | 4.º | 5.º | 6.º | 7.º | 8.º | 9.º | 10.º | 11.º | 12.º | 13.º | 14.º | 15.º | 16.º-20.º | 21.º-30.º | 31.º-50.º | 51.º-55.º | 56.º-60.º |
| Clasificación general | 500 | 400 | 325 | 275 | 225 | 175 | 150 | 125 | 100 | 85   | 70   | 60   | 50   | 40   | 35   | 30        | 20        | 10        | 5         | 3         |
| Por etapa             | 60  | 40  | 30  | 25  | 20  | 15  | 10  | 8   | 5   | 2    |      |      |      |      |      |           |           |           |           |           |
| Líder                 | 10  |     |     |     |     |     |     |     |     |      |      |      |      |      |      |           |           |           |           |           |

| Clasificación |                   |                    |         |       |       |       |
| Posición      | Ciclista          | Equipo             | General | Etapa | Líder | Total |
| ------------- | ----------------- | ------------------ | ------- | ----- | ----- | ----- |
| 1.º           | Adam Yates        | UAE Emirates       | 500     | 90    | 10    | 600   |
| 2.º           | Matteo Jorgenson  | Movistar           | 400     | 60    | -     | 460   |
| 3.º           | Damiano Caruso    | Bahrain Victorious | 325     | 45    | -     | 370   |
| 4.º           | Max Poole         | DSM                | 275     | 27    | -     | 302   |
| 5.º           | Thibaut Pinot     | Groupama-FDJ       | 225     | 40    | -     | 265   |
| 6.º           | Romain Bardet     | DSM                | 150     | 65    | -     | 215   |
| 7.º           | Cian Uijtdebroeks | Bora-Hansgrohe     | 175     | 15    | -     | 190   |
| 8.º           | Ethan Hayter      | INEOS Grenadiers   | 30      | 105   | 10    | 145   |
| 9.º           | Juan Ayuso        | UAE Emirates       | 30      | 100   | 10    | 140   |
| 10.º          | Egan Bernal       | INEOS Grenadiers   | 125     | 8     | -     | 133   |